# Limpa-folha-miúdo
Limpa-folhas-de-sobrancelha-branca ou limpa-folha-miúdo (Anabacerthia amaurotisou Philydor amaurotis) é uma espécie de ave da família Furnariidae.
Pode ser encontrada nos seguintes países: Argentina, Brasil e Paraguai.
Os seus habitats naturais são: florestas subtropicais ou tropicais húmidas de baixa altitude e regiões subtropicais ou tropicais húmidas de alta altitude.
Está ameaçada por perda de habitat.